# Cafès Unic
Cafès Unic és una empresa catalana fabricant de cafè, dirigida per Jordi Codina. L'empresa es va fundar el 1970 amb el nom de Cafès Unic (Unión de Industrias del Café). Es va fer servir aquest acrònim per poder posar-li el nom en català. L'empresa tenia la seu al barri barceloní de Poblenou. Amb el temps l'empresa es va especialitzar en la compra, torrat i envasat de cafè, amb un àmbit de distribució principalment català. El 2008 l'empresa va adquirir la també cafetera catalana Cafès Orfeo, mantenint la marca, fet que va permetre ampliar quota de mercat a Barcelona i a Girona. L'empresa també és propietària de la cadena de cafeteries Caracas i té una producció diària conjunta aproximada de 5.000 quilos de cafè. Cafès Caracas i Cafès Unic són dues empreses independents però propietat de la mateixa societat patrimonial. Conjuntament al juny de 2015 donen feina a 140 persones.